# Öjsjömyrarnas naturreservat
Öjsjömyrarnas naturreservat är ett naturreservat som ligger cirka 4 mil norr om Östersund. Det finns med i Europarådets förteckning av skyddsvärda våtmarker. Det består av myrholmar och andra våtmarker. Den största tjärnen är sänkt för att ge större ytor för slåtter. Övriga myrar är dock inte så mycket utdikade. På vissa ställen finns även rester av gamla hässjor samt myrslåtterlador. På de flesta av kärren växer det gräs och halvgräs.
Norra reservatet består av ett gammalt domänreservat som består av gran och tallskog som inte har blivit avverkade sedan 1930-talet.

## Geologi
Området består av myrmarker, tjärnar, sumpskogar och moränkullar däremellan insprängda. Berggrunden består av lättvittrad lerskiffer. Vid östra delen finns inslag av lerig morän. Jorden i fastmarkerna består av torv och moig morän. Det finns också en källa med tuffbildning. Tjärnarna innehåller kalkgyttja som består av nedbrutna rester av växter och djur. Vattnet har ofta en blå eller grönaktig färg. Det finns tydliga kallkärr och vissa av kärren är klassade som rikkärr.

## Växtlighet
1768 drog en brand igenom området och följden av detta blev att artutbudet idag är ganska så fattigt. 
Vissa av tallarna inom området är upp till 300-400 år gamla och det finns rikligt med död ved i form at lågor. Inom området finns t.ex. dessa rödlistade vedsvampar:
- Ullticka Phellinus ferrugineofuscus
- Rosenticka Fomitopsis rosea
- Gränsticka Phellinus nigrolimitatus
- Rynkskinn Phlebia centrifuga

Bland annat har också följande knappnålslavar hittats:
- Smalskaftslav Chaenotheca gracilenta
- Rödbrun blekspik Sclerophora coniophaea
- Vitskaftad svartspik Chaenothecopsis viridialba

## Djurliv

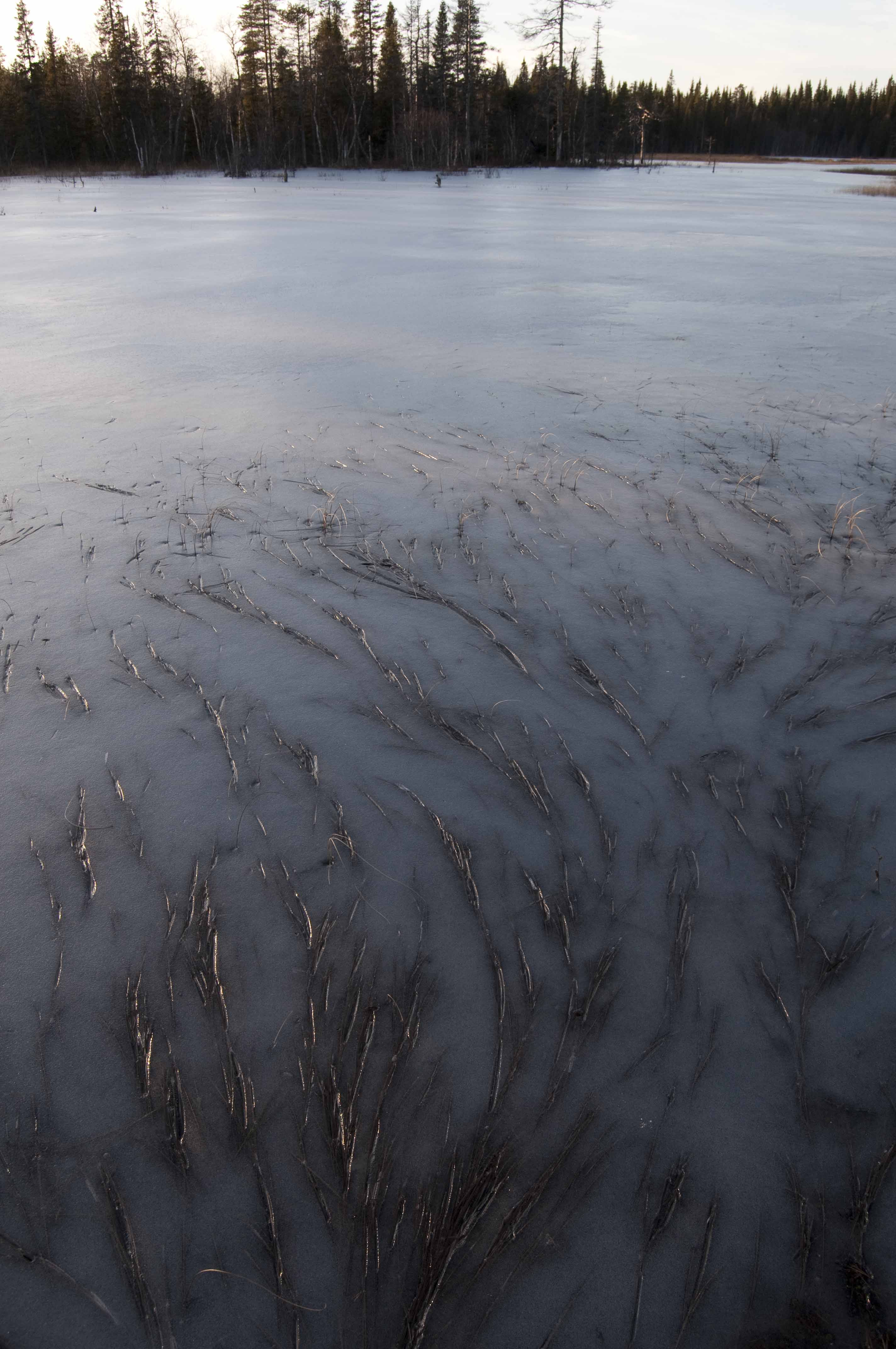
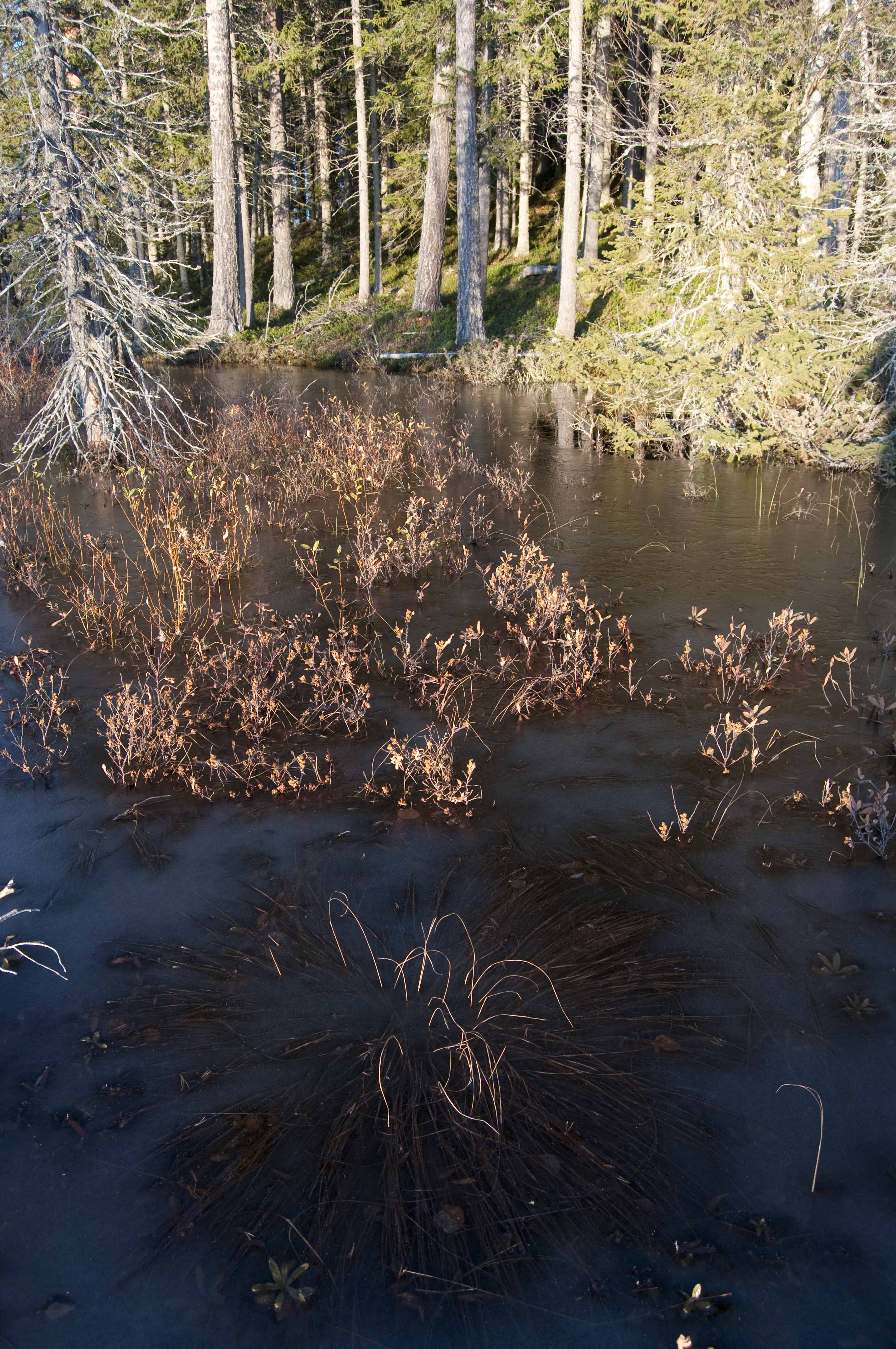
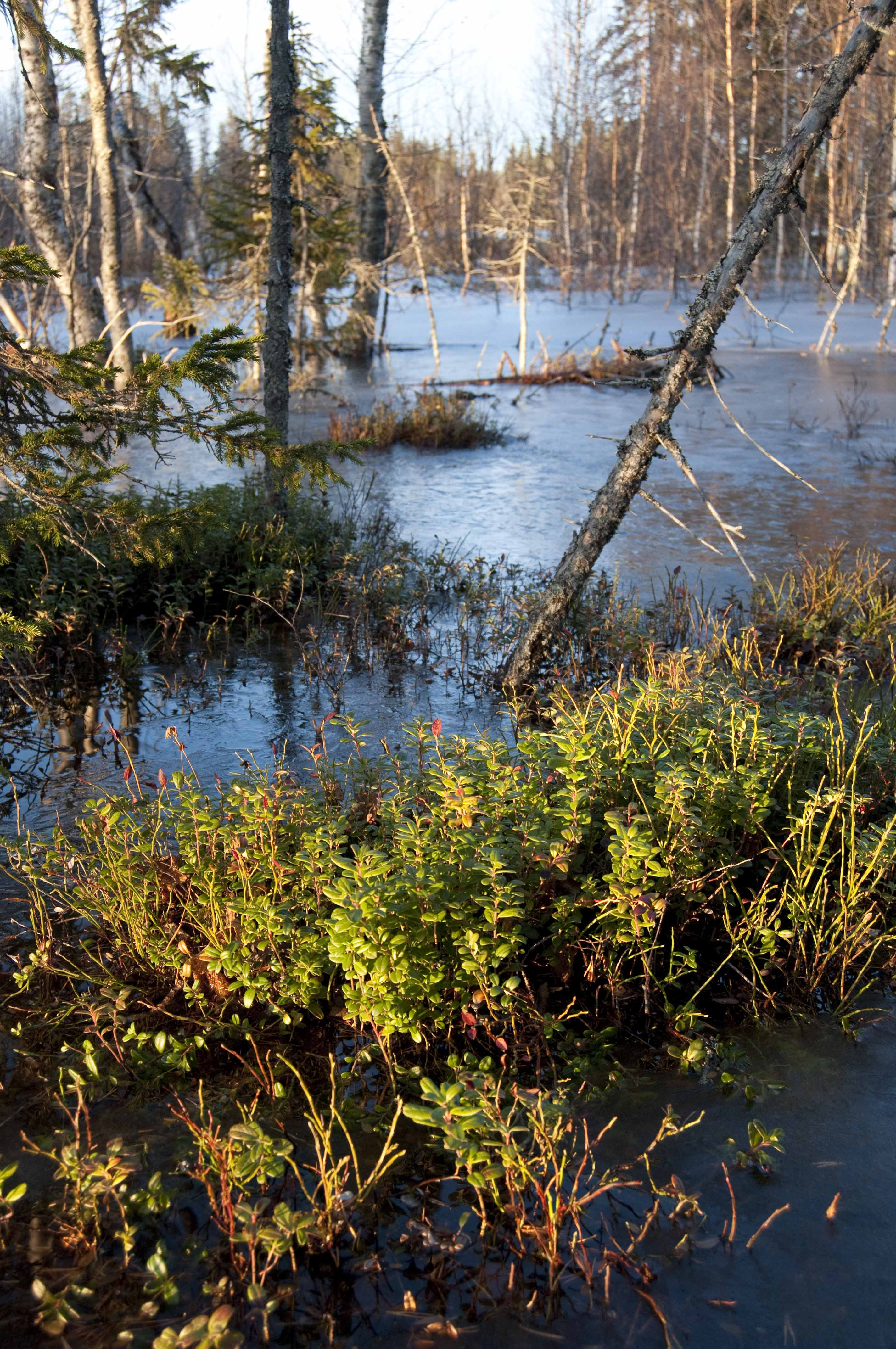
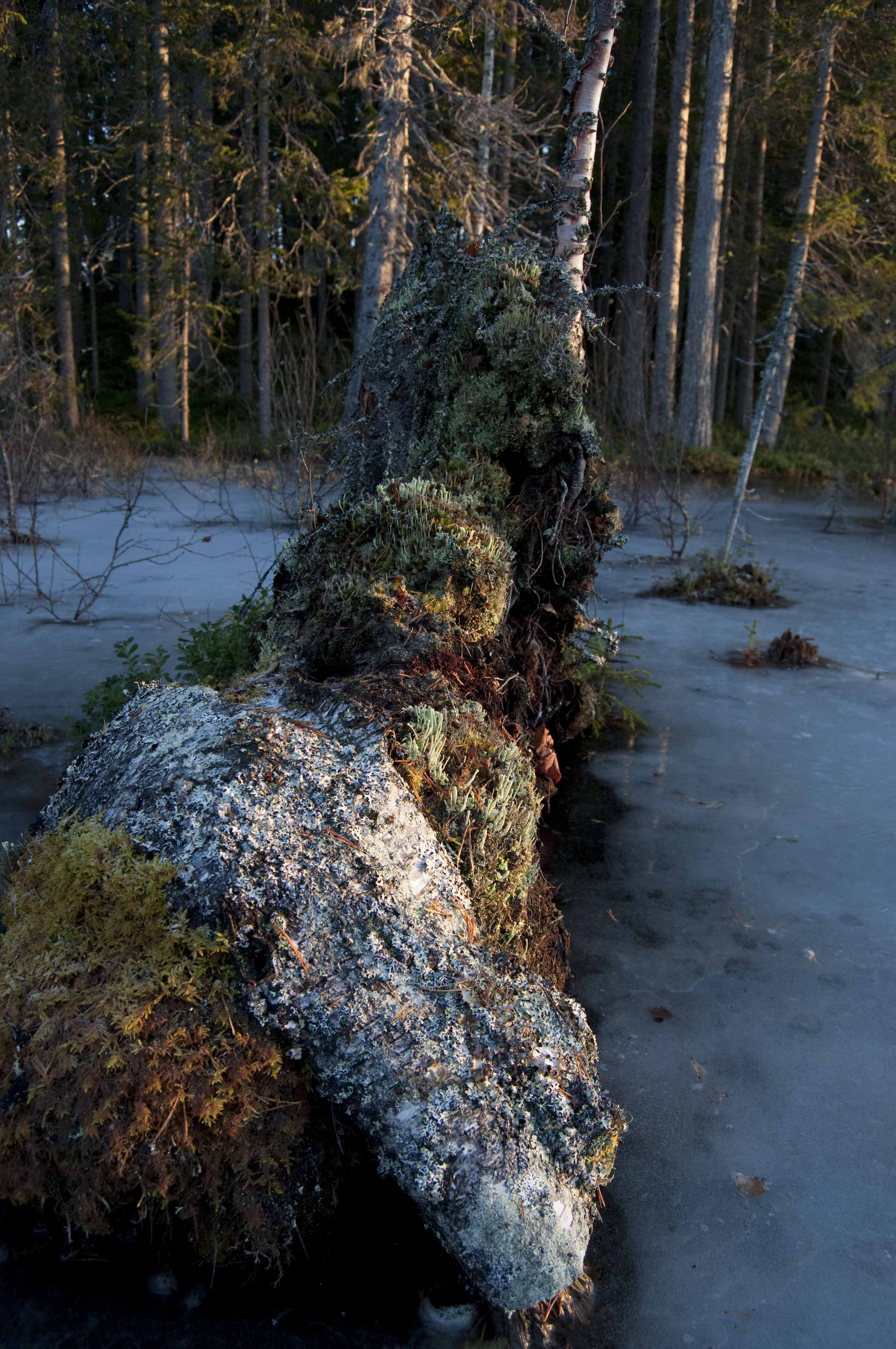

Under en inventering utförd mellan 2003 och 2009 hittades cirka 360 olika arter av skalbaggar. Denna inventering genomfördes för att återigen försöka hitta den brunkantade brunbaggen Xylita livida som blev funnen vid Storflon 1944. Denna skalbagge fanns endast på detta ställe i hela Sverige.
Övriga rödlistade skalbaggar som hittas är bland annat:
- Nordlig fuktbagge Cryptophagus quadrihamatus
- Finsk mögelbagge Corticaria fennica

Inom reservatet har det setts bland annat följande fåglar:
- Lavskrika Perisoreus infaustus

Lavskrikan är en liten kråkfågel, den minsta i västra palearktis. Den känns igen på sin gråbruna yviga fjäderdräkt, och på sin klart roströda färg på vingteckningarna, stjärten, och övergumpen. Lavskrikan är känd för att vara mycket orädd, och söker sig ofta till människor i skogen för födosök.
- Tretåig hackspett Picoides tridactylus

Tretåig hackspett mäter 21,5-24 centimeter, är svartvit och den adulta hanen har gul hjässa. Den är starkt bunden till gran men förekommer lokalt i annan skogstyp. Den hackar efter föda på döda eller mycket skadade träd. Den livnär sig främst av insekter, som den fångar genom att hacka eller peta i barken på mestadels döda eller starkt skadade träd.
- Gråspett Picus canus

Den är mellan 27 och 32 centimeter lång, har en vingbredd på 38–40 centimeter och väger 130–180 gram. Den har grå nacke och huvud och mossgröna vingar där ovansidan av handpennorna är fint vitprickade. Undertill är den ljust grågrön. Dess övergump är gulgrön och den kilformade stjärten mörkt mossgrön. Den har ett svart parti mellan ögat och näbben och ett svart mustaschstreck. Hanen har en liten röd fläck framme på hjässan.
- Blå kärrhök Circus cyaneus

Blå kärrhök har en typisk kärrhöksprofil med långa, ganska smala vingar och ganska lång stjärt. Den är en stor kärrhök som mäter 30–35 cm och har ett vingspann på 105–125 cm. Den adulta hanen är ljust blågrå på ovansidan, ljusare på undersidan och har svarta vingspetsar. Honan och juvenilen är brungrå, har en vit, ostreckad övergump och en ljusare brunstreckad undersida.